# Saut à la perche masculin aux championnats du monde d'athlétisme en salle 2016
Pour un article plus général, voir championnats du monde d'athlétisme en salle 2016.
Navigation
2014 2018
Le concours du saut à la perche masculin des championnats du monde d'athlétisme en salle de 2016 se déroule le 17 mars de cette même année, à Portland (États-Unis).

## Faits marquants
Tout comme en 2014, les perchistes s'affrontent en finale directe. 
Le Français Renaud Lavillenie prend la tête en passant 5,75 mètres au premier essai, avant que l'Américain Sam Kendricks repasse devant avec 5,80 m. Aucun des autres compétiteurs ne parvient à faire mieux que 5,75 m, et c'est le Polonais Piotr Lisek qui décroche le bronze, ayant franchi cette hauteur au premier essai.
Kendricks échoue à 5,85 m puis 5,90 m, hauteur que le Français est seul à franchir. Il réussit ensuite 6,02 m, soit un centimètre de mieux que le record des championnats que possédait l'Australien Steve Hooker. Il échoue ensuite par trois fois à 6,17 m, hauteur qui aurait constitué un nouveau record du monde.
Le seul autre perchiste à avoir franchi 6 m pendant la saison hivernale, le Canadien Shawn Barber, finit à la quatrième place.

### Meilleures performances mondiales en 2016
(avant ces championnats du monde en salle)
|   | Athlète                | Pays       | Marque | Lieu             | Date            |
| - | ---------------------- | ---------- | ------ | ---------------- | --------------- |
| 1 | Renaud Lavillenie      | France     | 6,03 m | Jablonec         | 5 mars 2016     |
| 2 | Shawn Barber           | Canada     | 6,00 m | Reno             | 15 janvier 2016 |
| 3 | Thiago Braz da Silva   | Brésil     | 5,93 m | Berlin           | 13 février 2016 |
| 4 | Sam Kendricks          | États-Unis | 5,90 m | Portland         | 11 mars 2016    |
| 5 | Raphael Holzdeppe      | Allemagne  | 5,84 m | Rouen            | 23 janvier 2016 |
| 5 | Konstadínos Filippídis | Grèce      | 5,84 m | Clermont-Ferrand | 21 février 2016 |
| 5 | Paweł Wojciechowski    | Pologne    | 5,84 m | Clermont-Ferrand | 21 février 2016 |
| 8 | Xue Changrui           | Chine      | 5,81 m | Orléans          | 16 janvier 2016 |

## Médaillés
| Or                | Argent        | Bronze      |
| Renaud Lavillenie | Sam Kendricks | Piotr Lisek |

## Résultats

### Finale
14 athlètes y participent.
| Rang               | Nom                    | Nationalité | 5.40 | 5.55 | 5.65 | 5.75 | 5.80 | 5.85 | 5.90 | 6.02 | 6.17 | Résultat | Notes |
| ------------------ | ---------------------- | ----------- | ---- | ---- | ---- | ---- | ---- | ---- | ---- | ---- | ---- | -------- | ----- |
| Médaille d'or      | Renaud Lavillenie      | France      | —    | —    | —    | o    | —    | —    | o    | o    | 3x   | 6.02     | CR    |
| Médaille d'argent  | Sam Kendricks          | États-Unis  | o    | o    | o    | —    | o    | x-   | xx   |      |      | 5.80     |       |
| Médaille de bronze | Piotr Lisek            | Pologne     | —    | o    | xo   | o    | xx-  | x    |      |      |      | 5.75     |       |
| 4                  | Jan Kudlička           | Tchéquie    | o    | —    | xxo  | xxo  | 3x   |      |      |      |      | 5.75     |       |
| 4                  | Shawn Barber           | Canada      | —    | o    | xxo  | xxo  | xx-  | x    |      |      |      | 5.75     |       |
| 6                  | Robert Sobera          | Pologne     | o    | —    | o    | 3x   |      |      |      |      |      | 5.65     |       |
| 7                  | Konstadínos Filippídis | Grèce       | xo   | o    | xo   | 3x   |      |      |      |      |      | 5.65     |       |
| 8                  | Mike Arnold            | États-Unis  | o    | xxo  | xxo  | 3x   |      |      |      |      |      | 5.65     |       |
| 9                  | Michal Balner          | Tchéquie    | o    | o    | 3x   |      |      |      |      |      |      | 5.55     |       |
| 10                 | Seito Yamamoto         | Japon       | xo   | o    | 3x   |      |      |      |      |      |      | 5.55     |       |
| 10                 | Carlo Paech            | Allemagne   | xo   | o    | 3x   |      |      |      |      |      |      | 5.55     |       |
| 12                 | Jérôme Clavier         | France      | o    | xo   | 3x   |      |      |      |      |      |      | 5.55     |       |
| 12                 | Thiago Braz da Silva   | Brésil      | —    | xo   | —    | xx-  | x    |      |      |      |      | 5.55     |       |
| 14                 | Augusto de Oliveira    | Brésil      | xo   | 3x   |      |      |      |      |      |      |      | 5.40     |       |

### Légende
- Hauteur de sauts atteinte (en mètres) :
  - o : dès le 1er essai
  - xo : au 2e essai
  - xxo : au 3e essai
- 3 X : hauteur non atteinte au terme de 3 essais au maximum

Records et Performances
- AR : Record continental (area record)
- CR : Record des championnats (championship record)
- MR : Record du meeting (meet record)
- NR : Record national (national record)
- OR : Record olympique (olympic record)
- PR : Record paralympique (paralympic record)
- PB : Record personnel (personal best)
- SB : Meilleure performance personnelle de la saison (season's best)
- WL : Meilleure performance mondiale de l'année (world leader)
- WJR : Record du monde junior (world junior record)
- WR : Record du monde (world record)

Circonstances et Conditions
- DNF : N'a pas terminé (did not finish)
- DNS : N'a pas pris le départ (did not start)
- DQ : Disqualification (disqualification)
- NM : Aucun essai valable enregistré (No Mark)
- Q : Qualifié « directement » au prochain tour (ou à la prochaine compétition), lors d'une compétition majeure, grâce au classement ou à la réalisation des minima (automatic qualifier)
- q : Qualifié au prochain tour (ou à la prochaine compétition), lors d'une compétition majeure, grâce au repêchage ou à la réalisation de l'une des meilleures performances parmi celles des « non qualifiés directement » (grâce au meilleur temps ou à la meilleure distance par exemple) (secondary qualifier)

## Référence
1. ↑  (en) Cathal Dennehy, « Report: men’s pole vault final – IAAF World Indoor Championships Portland 2016 », sur iaaf.org, 18 mars 2016 (consulté le 22 mars 2016).